# Коньки
Коньки — это спортивный или прогулочный инвентарь, представляющий собой специализированные ботинки и прикрепляемые к ним неподвижные лезвия. Коньки используются для передвижения по льду.
Ботинки изготавливаются из композитных материалов: кожи или пластика, а лезвие из металла. У большинства спортивных коньков лезвие съёмно и заменяемо, в то время как у детских и прогулочных коньков лезвие прикрепляется к ботинку фабричным методом и не снимается.
Для коньков со съёмным лезвием определение коньков как непосредственно лезвий, устанавливаемых на ботинки, полноправно, так как подошва ботинка может использоваться как основа для установки не только лезвий, но и роликовых платформ.

## История
Судя по свидетельствам античных историков, самыми древними конькобежцами были киммерийцы, катавшиеся на костяных коньках по поверхности замёрзшего Днепровского лимана. До наших дней сохранились коньки II тысячелетия до н. э., ныне хранящиеся в Берне, Швейцария. Также известны костяные коньки I тысячелетия до н. э., обнаруженные в Англии и Норвегии. Костяные коньки использовались и несколько веков спустя; так в XII веке монах Стефаниус, автор «Хроники знатного города Лондона» писал:

«Когда большое болото, омывающее с севера городской вал у Мурфильда, замерзает, целые группы молодых людей идут туда. Одни, шагая как можно шире, просто быстро скользят. Другие, более опытные в играх на льду, подвязывают к ногам берцовые кости животных и, держа в руках палки с острыми наконечниками, по временам отталкиваются ими ото льда и несутся с такой быстротой, как птица в воздухе или копье, пущенное из баллисты…»
В технологии изготовления коньков в XIII веке в Голландии и Исландии на смену костям животных пришли деревянные бруски, в которые вставляли металлические заточенные полоски, что можно считать прообразом современных коньков. С начала XVIII века деревянные бруски стали заменять на железные трубки.
«На зимнем просторе ликует народ.
Упал, поскользнувшись, и катится снова.
И радостно слышать, как режется лёд
Под острым коньком, что железом окован».
Одной из проблем было крепление конька к обуви. В исторических хрониках XVII века рассказывается о русском царе Петре I, который поразил голландцев своим неординарным решением: он привинтил коньки прямо к сапогам и лихо заскользил к верфи, где проходил стажировку. По возвращении в Россию, он приказал наладить производство коньков в Туле. Со смертью Петра увлечение коньками сошло на нет.
Тем не менее сто лет спустя в XIX веке русский литератор А. С. Пушкин отмечал:
«Как весело, обув железом острым ноги,
Скользить по зеркалу стоячих ровных рек...»
«Мальчишек радостный народ
Коньками звучно режет лед...»
Впрочем, «стоячие ровные реки» всё равно создавали конькобежцам неудобства, среди которых наиболее частая — неровность поверхности.
В 1842 году лондонец Генри Кирк залил первый каток.

## Типы коньков
Существуют различные типы коньков:

### Коньки для фигурного катания
Так называемые, «фигурные коньки» — используются в фигурном катании. Отличительная особенность этих коньков — выпуклая форма лезвия и специальные зубцы на переднем конце, которые помогают фигуристам при выполнении сложных элементов.

### Хоккейные коньки
Хоккейные коньки — коньки для игры в хоккей с шайбой или в хоккей с мячом. Разделяются на коньки со съёмным и литым лезвием. Съёмное лезвие предполагает возможность его замены или соответствующей настройки. Лезвия изготавливаются, как правило, из никелированной или хромированной стали. При игре шайбой по длине они совпадают с ботинком, с мячом —  на размер больше. Также разделяются по степени защиты и манёвренности конька по предназначению для игроков или вратарей.

### Прогулочные коньки
Прогулочные коньки — коньки, которые напоминают фигурные или хоккейные модели. Отличие таких коньков заключается в том, что они более комфортные. Мужские прогулочные коньки похожи на хоккейные, а женские — на фигурные модели. Используются для любительской игры или простого катания.

### Конькобежные коньки
Конькобежные коньки — коньки для конькобежного спорта, «клапы» — представляют собой заниженый ботинок из многослойного углеволокна (карбон) или стекловолокна, отделанный тонкой кожей, к которому крепится съёмная система лезвий с шарниром в передней части и свободной подпружиненной задней частью. Отличаются от остальных видов коньков большей длиной лезвия, большим радиусом скругления лезвия, а самое главное тем, что это единственные коньки с подвижным лезвием. Своё официальное название «клап» (англ. clap skate) коньки получили за характерный звук, который издаёт лезвие, когда после толчка спортсмена пружина возвращает его обратно к ботинку. Величина овала лезвия конька (радиус кривизны) составляет около 22 метров.
До середины 90-х годов прошлого века конькобежные коньки имели жёстко зафиксированное к ботинку лезвие, так же как и у всех остальных коньков. Сейчас подобные коньки применяются только для обучения детей младшего возраста основам движения на коньках, либо в качестве музейных экспонатов.

### Коньки для шорт-трека
Коньки для шорт-трека — коньки для участия в соревнованиях по шорт-треку, спортивной дисциплине, родственной конькобежному спорту. В отличие от конькобежных коньков «клапов» эти коньки имеют неподвижное, жёстко зафиксированное более короткое лезвие, установленное на ботинок с некоторым смещением в сторону, для более быстрого прохождения поворотов на маленьком круге. Материал самого ботинка у шорт-трековых коньков зачастую идентичен «клапам», но форма сильно отличается и рассчитана на более агрессивное прохождение поворотов. В шорт-треке величина овала лезвия конька составляет около 11 метров, помимо этого у коньков для шорт-трека есть боковая кривизна.

### Прогулочные коньки для туризма
Прогулочные коньки для туризма — своеобразный гибридный спортивный инвентарь, получивший широкое распространение в северных странах Европы. Представляют собой широкое сменное лезвие без ботинка с интегрированным в верхнюю часть лезвия креплением под обычный лыжный ботинок (чаще всего стандартный для лыж «SNS Profile»). Таким образом, турист может спокойно путешествовать на лыжах, а при желании снять лыжи и установить на эти же ботинки лезвия коньков и двигаться дальше уже по замёрзшему руслу канала или озеру. Также это позволяет туристам иметь одни универсальные ботинки с профилем «SNS Profile» для совершения пеших прогулок и прогулок по естественным водоёмам, без необходимости переобуваться и носить с собой дополнительно коньки.

## Типы стали лезвий
Для изготовления лезвия коньков используют такие типы стали: Легированная , Нержавеющая, углеродистая и Высокоуглеродистая.
- Легированная сталь — сталь, в которую для придания прочностных и других характеристик добавляют различные элементы. Легирование позволяет увеличить коррозионную стойкость и повысить твёрдость. Основными легирующими элементами в сталях для лезвий являются хром (хромированная сталь) и никель, марганец (для повышения твёрдости).
- Нержавеющая сталь — сталь с добавлением хрома, который значительно повышает стойкость стали к коррозии. Добавление элементов, придающих сильные антикоррозионные свойства, снижает твёрдость лезвия.
- Углеродистая сталь — это сталь с небольшим содержанием углерода. Вообще углерод всегда содержится в стали. Разница лишь в его количестве. Чем больше углерода, тем выше твёрдость лезвия.
- Высокоуглеродистая сталь — сталь с высоким содержанием углерода. Повышенное содержание углерода в стали придаёт ей высокую степень твёрдости.

## Заточка коньков
Лезвия фигурных коньков для одиночного катания, как правило, затачивают радиусом от 11 до 15 мм «под канавку» (так называют желобок, который начинается от одного края полоза и идёт к другому и является дугой окружности). Такая заточка создаёт два чётких ребра — внутреннее и наружное. Без этого лезвие конька будет все время сваливаться на сторону, фигур наточить стороны лезвия, но и в том, чтобы восстановить желобок, который за время тренировок выравнивается. У фигурных коньков неглубокий жёлоб благодаря широкому лезвию, тогда как у хоккейных и танцевальных лезвий жёлоб несколько глубже. Коньки для хоккея с мячом, как правило, либо затачивают гладко —  без жёлоба, либо при за точке  лезвие оставляют максимально прямым, тогда как в хоккее с шайбой прямым часто оставляют 60 — 70 процентов, что вызвано разной техникой катания, разным значением манёвра и торможения, важностью скоростной выносливости при игре без замен на большом поле.
Беговые коньки «клапы» и коньки для шорт-трека затачивают вручную на специальных станках, в которых оба конька закрепляются лезвиями вверх параллельно друг другу. Заточка производится вначале одним широким бруском, для того чтобы сформировать ровную кромку с углом 90 градусов, после чего более тонким бруском для шлифовки плоскости лезвий до зеркального состояния. Не допускается никаких заусенец, неровных краёв, а также любых подозрений на канавку в лезвии, так как это приводит к резкому увеличению сопротивления при движении лезвия конька по льду.

## Шнуровка коньков
Шнуровка коньков обеспечивает необходимое положение конька на ноге. Для правильной шнуровки большую роль играет качество шнурков. Лучшим материалом является нейлон. Нижнюю часть шнуровки рекомендуется шнуровать очень туго и можно закрепить дополнительным узлом. При этом не следует перетягивать ботинок в области пальцев, иначе они будут мёрзнуть и неметь.
В области лодыжек необходимо затянуть шнурки таким образом, чтобы пятка плотно сидела в задней части ботинка. Верхняя часть шнуруется накидыванием шнурка поверх крючка. Таким образом, вокруг каждого крючка получается петля, что обеспечивает надёжность шнуровки. Верхняя часть ботинка шнуруется более свободно, что обеспечивает свободное сгибание коленей и приседание.